# Ancient Bards
Ancient Bards je italská symphonic metalová hudební skupina založená v lednu 2006.

## Historie

### Sestava
Projekt začal vznikat v roce 2006 pod záštitou Danielle Mazaové, když se seznámila s baskytaristou Martino Garattoni. První stabilní sestava však vznikla až v roce 2007 se Sarou Squadrani jako zpěvačkou, Alessandrem Carichinim jako bubeníkem a Claudiem Pietronikem a Fabiem Balduccim jako kytaristou.
V září 2010 Alessandro opustil skupinu, v níž byl nahrazen novým Federicem Gattim. Další změna sestavy proběhla na konci roku 2013 poté, co nahrávání třetího alba A New Dawn Ending, když Balducci kapelu opustil z osobních důvodů.

### Alba
V roce 2010 vyšlo kapele první album s názvem The Alliance of the Kings, které bylo inspirováno jinou italskou kapleou Rhapsody of Fire. Album je první částí The Black Crystal Sword Saga, kde každá píseň tvoří jednu epizodu příběhu.
Druhé album pojmenované Soulless Child bylo realizováno v roce 2011. Navazuje a pokračuje dál ve stopách The Black Crystal Sword Saga. Recenzenti z německých magazínu Metal Hammer a Rock Hard se shodli, že album má tendence ke kýčovitosti. Zatímco Metal Hammer našlo na albu několik pozitiv, Rock Hard uvádí, že album je málo originální.
Třetí album A New Dawn Ending vyšlo v roce 2014 a ukončilo The Black Crystal Sword Saga, čímž byla zkompletována trilogie.

## Diskografie
- The Alliance of the Kings: The Black Crystal Sword Saga Pt. 1 (2010)
- Soulless Child (2011)
- A New Dawn Ending (2014)
- Origine: The Black Crystal Sword Saga Part 2 (2019)

EP
- Trailer of the Black Crystal Sword Saga (2008)

## Členové
Současní členové
- Daniele Mazza – klávesy (od roku 2006)
- Martino Garattoni – basová kytara (od roku 2006)
- Sara Squadrani – zpěv (od roku 2007)
- Claudio Pietronik – kytara (od roku 2007)
- Federico Gatti – bicí (od roku 2013)

Hostující muzikanti
- Simone Bertozzi – kytara – náhrada Fabia Balducciho na kytaru na živých koncertech v roce 2014

Bývalí členové
- Alessandro Carichini – bicí (2007–2010)
- Fabio Balducci – kytara (2007–2014)